# Temple d'Atena
|  | Per a altres significats, vegeu «temple d'Atena Nike». |

El temple d'Atena Poliàs era un edifici situat a l'Acròpoli d'Atenes, construït abans del 625 aC en pedra i envoltat per un pòrtic de columnes de fusta, que substituí un important santuari dedicat a Atena del segle vii aC edificat alhora sobre un palau micènic.

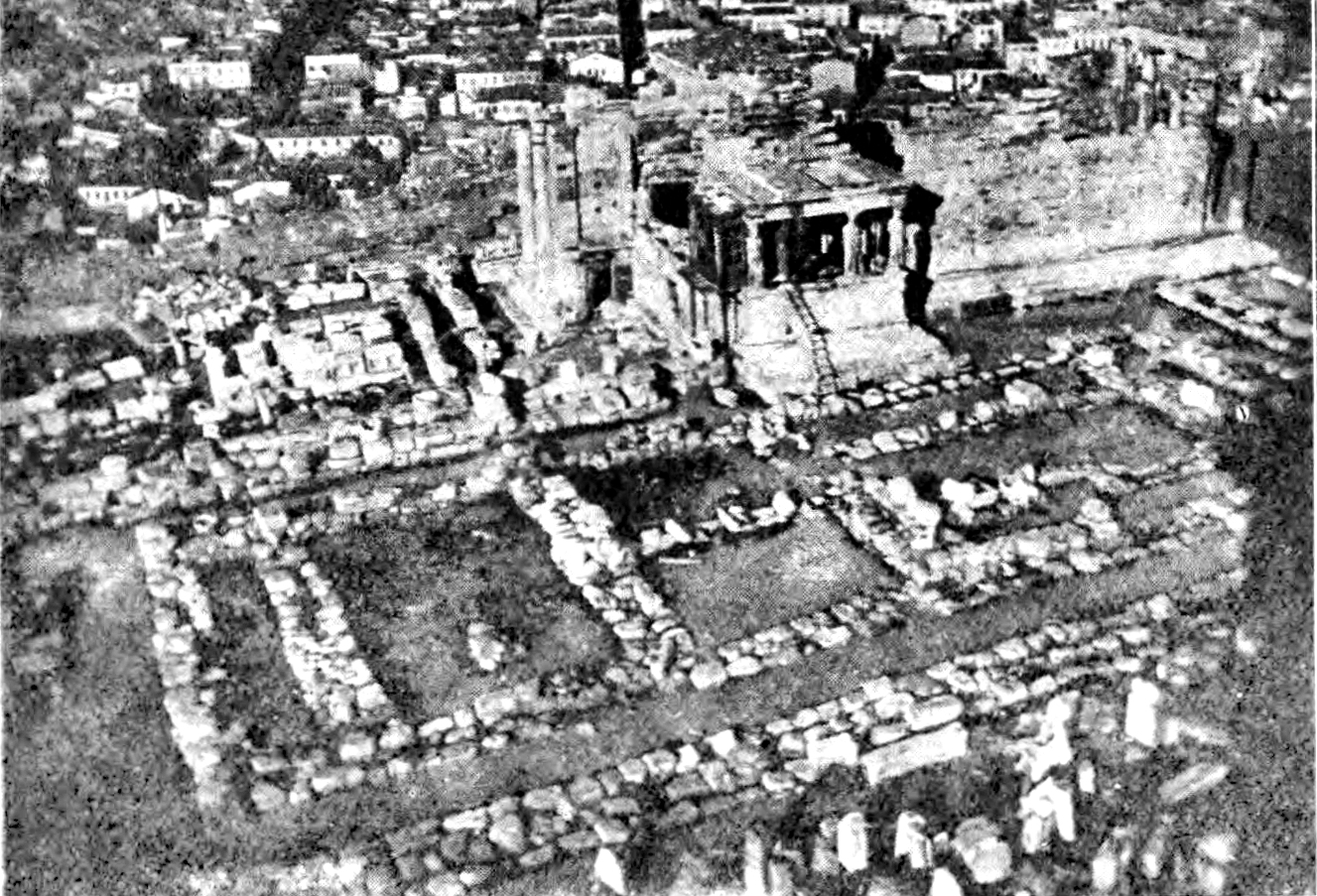
Els fonaments de l'antic temple es poden observar davant l'Erectèon

Durant els anys 600-590 aC se li va construir la columnata de pedra i es va fer la decoració escultòrica dels frontons amb temes d'Hèracles. A l'època de Pisístrat, cap al 520 aC, es va reformar de nou i en un dels seus frontons es va realitzar una representació de la gigantomàquia, que tenia la deessa Atena Poliàs (protectora de la ciutat) com a tema principal. Les restes d'aquest temple poden observar-se entre el Partenó i l'Erectèon.